# Chris Harrison
Christopher Bryan "Chris" Harrison (Dallas, 26 luglio 1971) è un conduttore televisivo statunitense principalmente conosciuto come conduttore del reality show della ABC The Bachelor dal 2002, e dei suoi spin-off The Bachelorette dal 2003 e Bachelor Pad nel 2010.
È anche il conduttore di Hollywood 411 su TV Guide Network, di Designer's Challenge su HGTV e di Mall Masters su Game Show Network.
Dal 2015 al 2019, ha condotto la versione syndication americano di Chi vuol essere milionario?

## Biografia
Dal 1993 al 1999, Harrison ha lavorato come reporter sportivo per l'affiliata della CBS KWTV ad Oklahoma City. Ha anche lavorato brevemente per TVG Network, un canale dedicato all'ippica. Il 23 novembre 2008, Harrison ha condotto l'anteprima degli American Music Award sulla ABC, insieme a Carrie Ann Inaba e Nicole Scherzinger.
Nel 2009 Harrison è stato l'inviato presso il red carpet durante la cerimonia dei Primetime Emmy Awards a settembre. Nel 2011, Harrison e Brooke Burns hanno condotto You Deserve It.

## Filmografia

### Televisione
- Sabrina, vita da strega (Sabrina, the Teenage Witch) - serie TV, episodio 7x10 (2003)
- Six Feet Under - serie TV, episodio 5x01 (2005)
- Hot in Cleveland - serie TV, episodio 5x24 (2014)
- Single Parents - serie TV, episodio 1x18 (2019)

## Doppiatori italiani
Nelle versioni in italiano delle opere in cui ha recitato, Chris Harrison è stato doppiato da:
- Francesco Prando in Single Parents